# Delvin
Delvin (iriska: Dealbhna eller Dealbhna Mhór) är en ort i grevskapet Westmeath på Irland. Orten ligger nordost om Mullingar, där vägarna N51 och N52 möts. Tätorten (settlement) Delvin hade 740 invånare vid folkräkningen 2016.

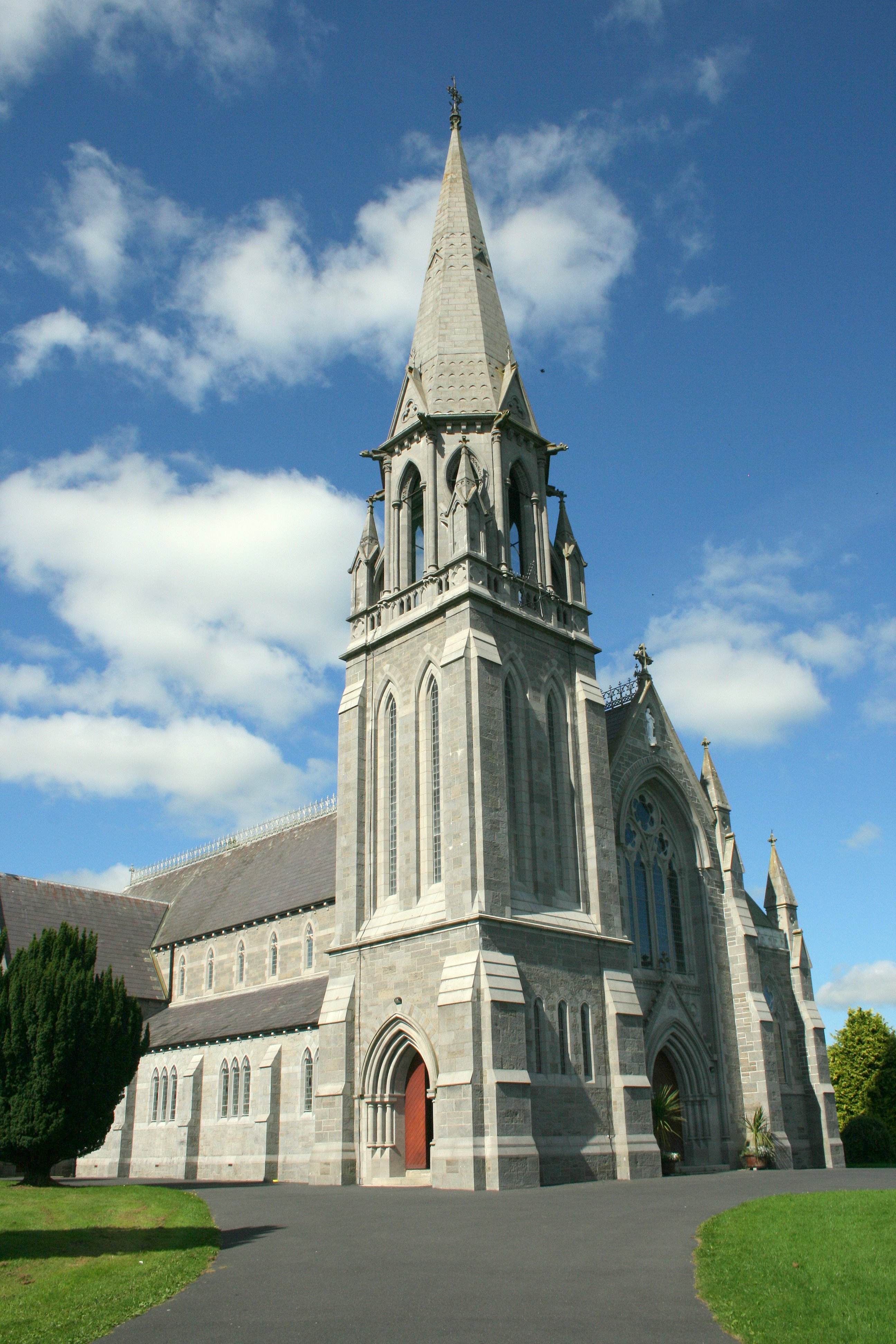
Kyrkan i Delvin